# O'G3NE
O'G3NE, abans conegut com a Lisa, Amy en Shelley, és un grup musical femení dels Països Baixos. Les components són les tres germanes Vol (Lisa, Amy i Shelley). El 19 de desembre del 2014 van guanyar la cinquena temporada del programa de televisió The Voice of Holland. O'G3NE va representar els Països Baixos al Festival de la Cançó d'Eurovisió 2017 amb la cançó Lights And Shadows i va acabar en onzè lloc.
El nom del grup O'G3NE ve del grup sanguini O de la seva mare i els gens que les connecten.

## Vida i carrera

### Primers passos
Lisa Vol va néixer el 21 de juny del 1994, mentre que Amy i Shelley van néixer el 18 d'octubre del 1995. Van néixer a Dordrecht i van ser criades al poble de Fijnaart. El 2007 van guanyar la final del Junior Songfestival, un programa per a elegir el representant dels Països Baixos al Festival de la Cançó d'Eurovisió Júnior 2007. Amb la cançó Adem In, Adem Uit van rebre la puntuació màxima de 36 punts a la semifinal i la final. Al Festival, que es va celebrar a Rotterdam, van acabar a l'onzè lloc. L'any següent, van publicar un àlbum, 300%, i el 2011 van publicar el seu segon àlbum, Sweet 16.

### 2014-2016:The Voice of Hollandi desenvolupament
A la cinquena temporada de The Voice of Holland Lisa, Amy i Shelley van participar en les audicions cegues com a O'G3NE amb la cançó de Bee Gees Emotion. El 19 de desembre del 2014 van guanyar la competició com a primer grup. El 2016 van participar en el programa De beste zangers van Nederland i el 30 de setembre del 2016 van publicar l'àlbum We Got This.

### 2016-present: Festival de la Cançó d'Eurovisió 2017
El 29 d'octubre del 2016 es va revelar que O'G3NE representarà els Països Baixos al Festival de la Cançó d'Eurovisió 2017, deu anys després de la seva participació en el Festival de la Cançó d'Eurovisió Junior 2007.
Les components d'O'G3NE són ambaixadores de la malaltia mortal esclerosi lateral amiotròfica (ELS).